# قناة المنار

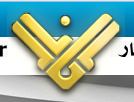
الشعار

قناة المنار هو التلفزيون الناطق باسم حزب الله يبث من الضاحية الجنوبية لبيروت تعرضت هذه المحطة للكثير من الهجمات من قبل طيران الجيش الإسرائيلي في حربه على لبنان.
المنار قناة إعلامية مرئية، باشرت إرسالها الأرضي عام 1991 والفضائي عام 2000.
وهي عضو مشارك في اتحاد إذاعات الدول العربية التابع لـجامعة الدول العربية
بعد حرب لبنان في تموز 2006 تعرض مقر القناة الرئيسي في بيروت بحارة حريك للقصف الإسرائيلي،

## برامج القناة
- بين قوسين
- ماذا بعد
- مع المشاهدين
- الكلمة الطيبة
- مع الحدث
- تحت العشرين
- حديث الساعة
- ذلك الكتاب
- سلامتك
- فقه الحياة
- قضايا الناس
- عشرينات
- صفحات ملونة
- يعيشون بيننا
- المشهد الفلسطيني
- ربحك باختيارك
- بانوراما
- حبة مسك
- مشاهد
- أحياء عند ربهم
- نهار جديد
- عين على العدو
- أحسن الحديث
- على تماس
- صحتك نعمة
- أحسن السلوك
- هنا دمشق
- المفتاح

## حجب القناة من على قمر عرب سات

حجب المنار تم حجبها في السعودية بتاريخ 5 ديسمبر سنة 2015م.

حجبت شركة عرب سات للبث التلفزيوني عبر الفضاء يوم الجمعة 4 ديسمبر/كانون الأول سنة 2015م قناة «المنار» من أقمارها الاصطناعيّة، واتهم شركة عرب سات بأن قناتي المنار والميادين بإخلال شروط التعاقد وبنوده القانونية وتجاوزاً لنصوص العقد وروح ميثاق الشرف الإعلامي العربي حسب ذكر وكالة الأنباء السعودية،  كما تم حجب موقع قناة المنار من قبل وزارة الثقافة والإعلام السعودية.

### إيقاف قناة المنار
قام وزير الإعلام والثقافة السعودي عادل الطريفي بإيقاف قناتي الميادين والمنار بتاريخ 5 ديسمبر 2015م، وذلك بسبب قيام قناتي الميادين والمنار بالهجوم والانتقاد على المملكة العربية السعودية ووصفه بنشر الإشاعات والأكاذيب والتشويه خلال العمليات العسكرية في اليمن المعروفة بعملية عاصفة الحزم.

### ردود الفعل
- لبنان: قال وزير الإعلام اللبناني رمزي جريج، في حديث للقناة، إنه لم يبلغ بأي شيء، موضحا أن الوزارة لا علاقة مباشرة لها بين «المنار» و«عرب سات»، لافتاً إلى أنه إذا أقدمت «عرب سات» على فسخ العقد من دون وجه حق فإنها تتحمل مسؤولية هذا العمل.[2]

## وصلات خارجية
- الموقع الرسمي